# Miryang
Miryang (kor. 밀양시) – miasto w południowej części Korei Południowej, w prowincji Gyeongsang Południowy. Około 115,7 tys. mieszkańców.